# Демоны (Доктор Кто)
Демоны (англ. The Dæmons) — пятая и последняя серия восьмого сезона британского научно-фантастического телесериала «Доктор Кто», состоящая из пяти эпизодов, которые были показаны в период с 22 мая по 19 июня 1971 года.

## Сюжет
В деревне Тупик дьявола археологи проводят раскопки в печально известном Горбе дьявола, кургане Бронзового века. Раскопки освещает BBC-3. Местная белая ведьма, Олив Хоторн, приезжает протестовать, предупреждая о великом зле и пришествии рогатого зверя, но её все осмеивают. Смотря это, Доктор говорит Джо, что мисс Хоторн права — раскопки должны быть остановлены, и они отправляются на место.
Мисс Хоторн отправляется на встречу с новым местным викарием, преподобным Магистром. Магистр, на самом деле Мастер, пытается убедить её, что её страхи не обоснованы, но его гипноз не может преодолеть её волю. С группой последователей Мастер проводит церемонии вызова сил зла в пещере под церковью. Доктор и Джо добираются до кургана, и Доктор врывается внутрь с целью остановить раскопки, но слишком поздно. Дверь гробницы открывается, и ледяные порывы ветра вырываются наружу, земля начинает трястись, сбивая с ног съёмочную команду и даже шабаш в катакомбах. Мастер триумфально смеётся и выкрикивает одно имя — Азал, и глаза горгульи Бока начинают светиться красным. Джо входит в курган, чтобы найти Хорнера, и находит Доктора без движения, покрытым льдом.
В ЮНИТ капитан Майк Йетс и сержант Бентон смотрят трансляцию в тот момент, когда она прерывается. Утром они прибывают в деревню как раз перед тем, как её накрывает тепловая волна. Бригадир не может въехать в деревню из-за невидимого купола десяти миль в диаметре и милю в высоту, окружающего её, который нагревает и поджигает всё, что пытается проникнуть через него. В центре барьера — церковь. Бригадир связывается с Йетсом, который вводит его в курс дела. Тем временем Доктор и Джо возвращаются на раскопки, где они находят небольшой космический корабль под обрушившимся курганом. Доктор понимает, что Мастер пытается призвать древнего и могущественного демона, который на Земле зовётся Дьяволом, но на самом деле он пришелец. Доктор объясняет, что Демоны рассматривали Землю как эксперимент, поэтому влияли на неё в течение всей истории и становились частью мифов и легенд. Третий призыв, однако, может означать конец эксперимента, а значит и всего мира.
Мастер призывает Азала снова и просит его дать ему силу, но Азал предупреждает, что он не слуга Мастера. Азал также чувствует присутствие такого же, как Мастер, и хочет поговорить с Доктором на случай, если тот больше достоин править миром. Он сообщает, что на третье своё появление он решит: продолжит ли Земля существование. Если да, то он отдаст её Мастеру. Затем он исчезает в ещё одной тепловой волне.
Доктор возвращается в деревню, но агенты Мастера не дремлют, и вскоре Доктор оказывается привязанным группой местных к майскому шесту, готовый к сожжению. С помощью мисс Хоторн и Бентона он сбегает. Джо и Йетс тем временем возвращаются в пещеру под церковью и наблюдают, как Мастер вновь собирает шабаш, чтобы призвать Азала в последний раз. Джо пытается помешать ритуалу, но уже слишком поздно.
С ещё одной тепловой волной Азал объявляется, и Джо с Йетсом берут в плен. Джо готовят в жертву Азалу, но тем временем Бригадир прорывается через тепловой барьер и входит в деревню. Доктор прокрадывается мимо Бока, охраняющего церковь, и входит в пещеру, где его ожидает Мастер. Отряды ЮНИТ снаружи сдерживает Бок.
Доктор и Мастер пытаются апеллировать к Азалу, но по разным причинам. Огромная дьяволоподобная фигура решает дать свою силу Мастеру, а Доктора убить током, но Джо встаёт перед ним и просит убить себя вместо него. Этот акт самопожертвования непонятен Азалу и приводит его в ярость. Доктор говорит всем бежать из церкви. Бок не двигается, Азал исчезает, а вся церковь взлетает на воздух. Мастер пытается сбежать, но его ловят солдаты ЮНИТ и уводят. Доктор, Джо, мисс Хоторн и отряд ЮНИТ присоединяются к местным в праздновании Майского фестиваля.

## Трансляции и отзывы
| Эпизод            | Дата показа  | Продолжительность | Телезрители (в миллионах) | Archive                   |
| ----------------- | ------------ | ----------------- | ------------------------- | ------------------------- |
| «Эпизод 1»        | 22 мая 1971  | 25:05             | 9,2                       | PAL D3 colour restoration |
| «Эпизод 2»        | 29 мая 1971  | 24:20             | 8                         | PAL D3 colour restoration |
| «Эпизод 3»        | 5 июня 1971  | 24:27             | 8,1                       | PAL D3 colour restoration |
| «Эпизод 4»        | 12 июня 1971 | 24:25             | 8,1                       | PAL 2" colour videotape   |
| «Эпизод 5»        | 19 июня 1971 | 24:04             | 8,3                       | PAL D3 colour restoration |
| [ 1 ] [ 2 ] [ 3 ] |              |                   |                           |                           |